# Красногвардейское сельское поселение (Отрадненский район)
Красногвардейское сельское поселение — муниципальное образование в составе Отрадненского района Краснодарского края России.
В рамках административно-территориального устройства Краснодарского края ему соответствует Красногвардейский сельский округ.
Административный центр — село Гусаровское.

## География
Красногвардейское сельское поселение расположено на расстоянии 37 км от районного центра — станицы Отрадной и в 50 км от города Армавира. Площадь территории поселения — 123,08 км².

## Население
| 2010  | 2012  | 2013  | 2014  | 2015  | 2016  | 2017  |
| ----- | ----- | ----- | ----- | ----- | ----- | ----- |
| 2287  | ↗2316 | ↘2283 | ↘2264 | ↗2268 | ↗2277 | ↘2243 |
| 2018  | 2019  | 2020  | 2021  | 2023  |       |       |
| ↘2209 | ↗2243 | ↘2237 | ↗2247 | ↗2251 |       |       |

## Населённые пункты
В состав сельского поселения (сельского округа) входят 8 населённых пунктов:
| № | Населённый пункт | Тип населённого пункта | Население (чел.) |
| - | ---------------- | ---------------------- | ---------------- |
| 1 | Гусаровское      | село                   | ↗1548            |
| 2 | Веселый          | хутор                  | ↗14              |
| 3 | Гоголевский      | хутор                  | ↘18              |
| 4 | Пискуновское     | село                   | ↗511             |
| 5 | Розановский      | хутор                  | ↘63              |
| 6 | Стукановский     | хутор                  | ↘48              |
| 7 | Троицкий         | хутор                  | ↘56              |
| 8 | Улановский       | хутор                  | ↘29              |